# Ceraclea bifurcata
Ceraclea bifurcata là một loài Trichoptera trong họ Leptoceridae. Chúng phân bố ở miền Cổ bắc.